# Rivière Alluviaq
Der Rivière Alluviaq ist ein Zufluss der Ungava Bay in der Verwaltungsregion Nord-du-Québec der kanadischen Provinz Québec.

## Flusslauf
Der Rivière Alluviaq entspringt in den Torngatbergen im äußersten Nordosten der Labrador-Halbinsel. Er fließt in überwiegend nordwestlicher Richtung. 10 km vor seiner Mündung in das östliche Ende des Alluviaq-Fjords an der Küste der Ungava Bay trifft der Rivière du Vent d’Ouest, der wichtigste Nebenfluss, von rechts auf den Rivière Alluviaq. Der Rivière Alluviaq hat eine Länge von 64 km. Er entwässert ein Areal von 899 km². Das Einzugsgebiet grenzt im Norden an das des Rivière Renac, im Osten an die Wasserscheide zur Labradorsee sowie im Süden an das Einzugsgebiet des Rivière Qijujjuujaq.